# 格奧爾格·弗里德里希·馮·耶格爾
格奧爾格·弗里德里希·馮·耶格爾（德語：Georg Friedrich von Jäger，1785年12月25日—1866年9月10日） 是一名德國醫生和古生物學家。

## 生平
耶格爾出生於司徒加特，是醫生克里斯蒂安·弗里德里希·馮·耶格爾（Christian Friedrich von Jäger）和路易斯·弗里德（Luise Frieder）的兒子。他的兄長是卡爾·克里斯托夫·弗里德里希·馮·耶格爾（Carl Christoph Friedrich von Jäger），他很小就開始接觸自然史。耶格爾進入圖賓根大學學習醫學，並於1808年獲得學位。在遊歷了瑞士和法國（在那裡，喬治·居維葉允許他研究巴黎植物園的收藏）之後，他回到司徒加特行醫，並於1817年成為皇家自然歷史博物館館長。
1824年，他發表了關於魚龍和阿爾伯特·莫爾（Albert Mohr）發現的植物化石的文章。他繼續發表關於植物化石的文章，並描述了司徒加特的一些哺乳動物和爬行動物化石。
南美洲的一種蛇Erythrolamprus jaegeri以他的名字命名。